# Ledce, Kladno
Ledce là một làng thuộc huyện Kladno, vùng Středočeský, Cộng hòa Séc.